# Klix (Großdubrau)

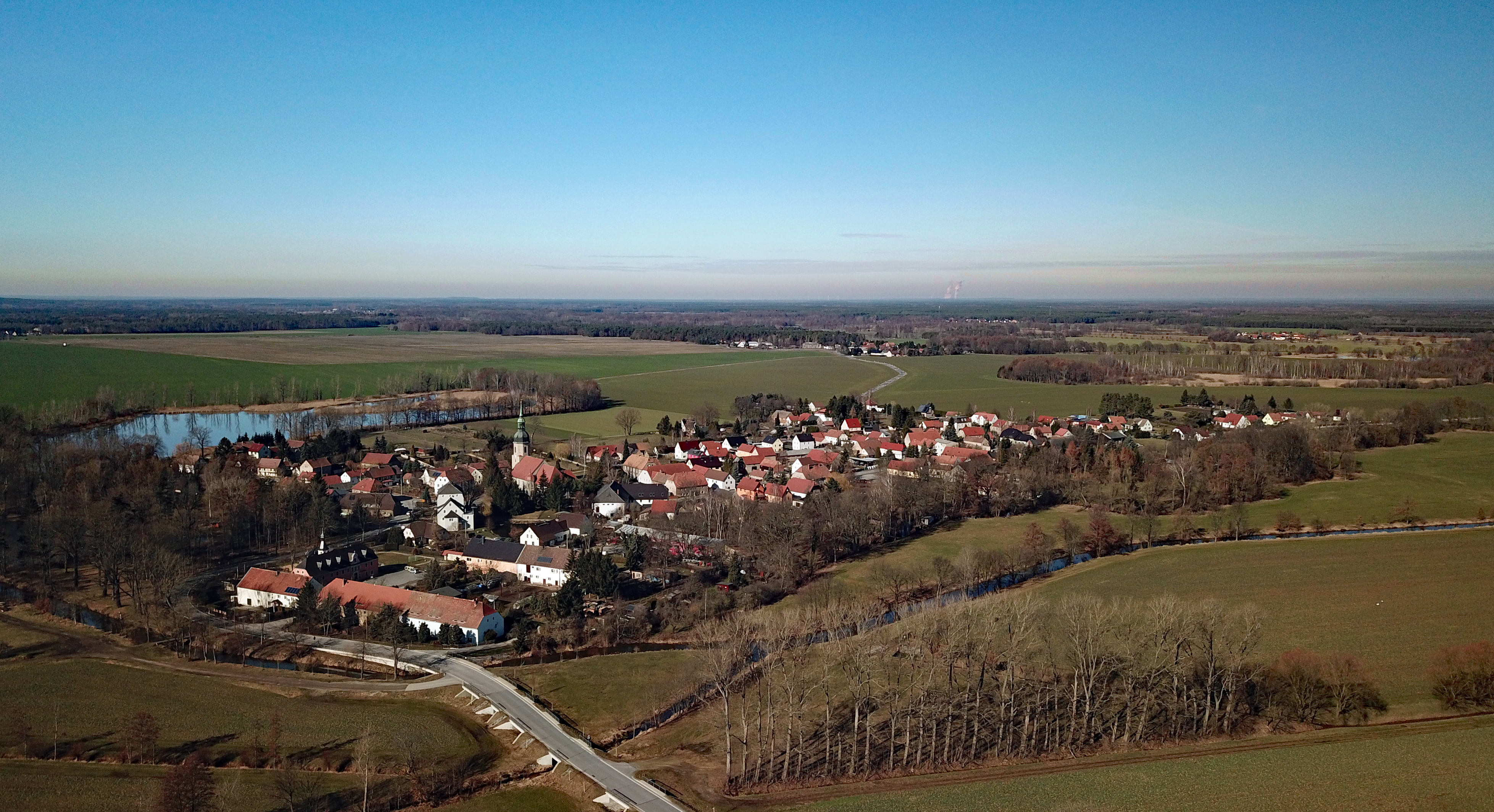
Luftbild

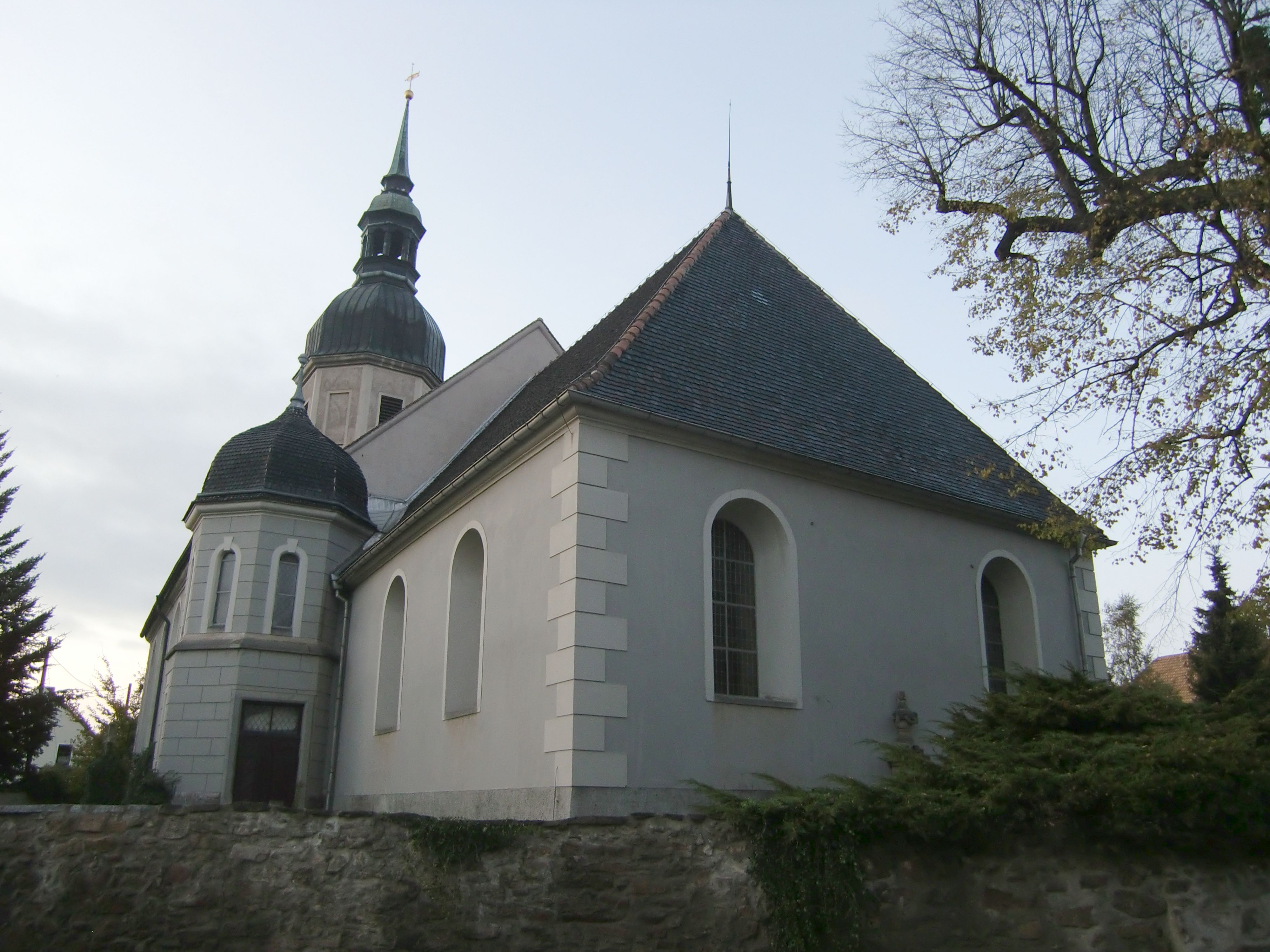
Die Klixer Pfarrkirche

Fachwerkhaus in Klix

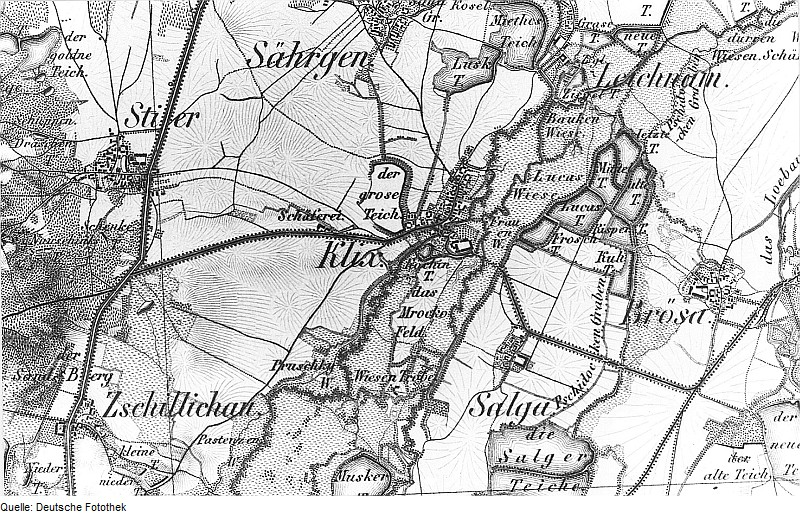
Klix und die nähere Umgebung auf der Oberreitkarte von 1844/46

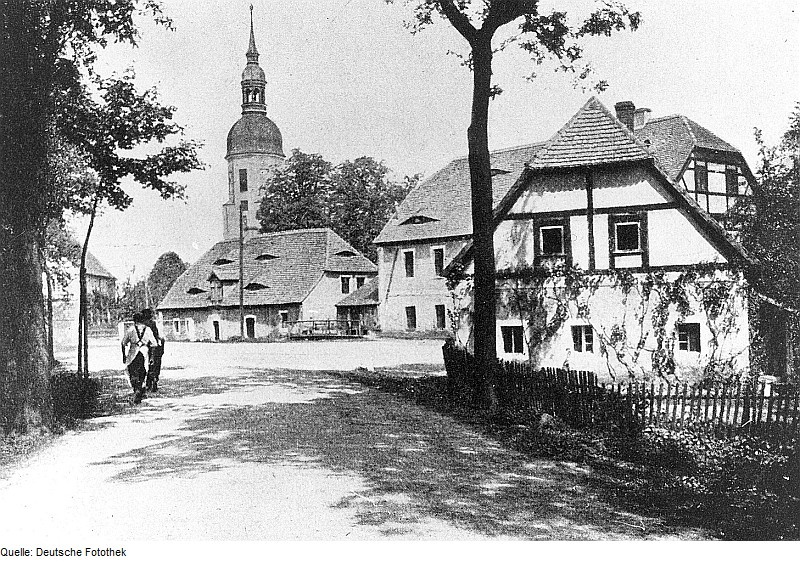
Im Dorfzentrum (1922)

Klix, obersorbisch Klukšⓘ, ist ein Ort im Osten des Landkreises Bautzen in Sachsen und gehört seit 1994 zur Gemeinde Großdubrau. Der Ort liegt in der Oberlausitz und zählt zum Siedlungsgebiet der Sorben.

## Geografie
Klix befindet sich im Süden der Oberlausitzer Heide- und Teichlandschaft etwa elf Kilometer nordöstlich von Bautzen in der Flussaue der verzweigten Spree, die sich kurz hinter dem Ort in Große und Kleine Spree teilt. Besonders östlich von Klix befinden sich zahlreiche Fischteiche, deren größter der Lucasteich ist.
Siedlungshistorisch ist Klix ein Straßendorf parallel zur östlich verlaufenden Spree mit einigen Erweiterungen v. a. nach Norden und Westen. Der Gutshof befindet sich auf der Spreeinsel am südlichen Ortsausgang. Die Nachbarorte sind Spreewiese im Nordosten, Brösa und Guttau hinter den Teichen im Osten, Salga im Südosten, Sdier im Westen und Särchen im Nordwesten.

## Geschichte
In der näheren Umgebung von Klix wurden Gräber und Besiedlungsreste aus der Bronze- und Eisenzeit entdeckt.
Der heutige Ort wurde erstmals bereits 1222 unter seinem heutigen Namen als Kirchort in einer Urkunde des Bischofs Bruno II. von Porstendorf erwähnt und zählt damit zu den ältesten verzeichneten Siedlungen in der Oberlausitz. Weitere  Namensformen waren u. a. Clux (1324/1419) und Klucz (1334). Eine Ableitung des Ortsnamens von „glucksen“ (aso. klukati) ist in Anbetracht der Lage inmitten von Wasserläufen zwar naheliegend, jedoch umstritten.
Bereits 1282 ist ein in Klix ansässiger Herrensitz verzeichnet, der die Grundherrschaft im Ort ausübte. Nach diesem benannte sich das Oberlausitzer Adelsgeschlecht Klüx. Die Pfarrkirche wird um 1500 erstmals erwähnt. Sie stellte das kirchliche Zentrum der gesamten Umgebung bis hin nach Uhyst dar.
Um 1750 wurde auf dem Gelände des Rittergutes ein Herrenhaus errichtet. Der heutige Kirchenbau wurde – mit Ausnahme des Turmes – 1893 unter Leitung des Kirchenbaumeisters Theodor Quentin neu aufgebaut, wobei ein Großteil des Interieurs aus dem 16. und 17. Jahrhundert stammt.
In der Endphase des Zweiten Weltkrieges war Klix und die Umgebung im Zuge der Schlacht um Bautzen hart umkämpft und die Front zog drei Mal über den Ort hinweg. Auf dem Klixer Friedhof wurden 170 deutsche Soldaten und 63 Namenlose beerdigt.
Bis 1994 war Klix eine eigenständige Landgemeinde, seit 1936 mit den Ortsteilen Spreewiese, Särchen und Salga. Dann wurde es nach Großdubrau eingemeindet.

## Bevölkerung und Sprache
Klix war bis ins ausgehende 19. Jahrhundert mit zwischen 350 und 400 Einwohnern einer der größten Orte in der Gegend nördlich von Bautzen.
Für seine Statistik über die sorbische Bevölkerung in der Oberlausitz ermittelte Arnošt Muka in den achtziger Jahren des 19. Jahrhunderts eine Bevölkerungszahl von 409; darunter 390 Sorben (95 %).
Am Vorabend des Zweiten Weltkrieges hatte die gesamte Gemeinde 806 Einwohner. Nach dessen Ende stieg die Einwohnerzahl bedingt durch den Zuzug vieler Heimatvertriebener aus den Ostgebieten auf über 1000 an. Damit verbunden beschleunigte sich auch der Sprachwandel im Alltag vom Sorbischen zum Deutschen. Ernst Tschernik zählte in der Gemeinde Klix 1956 noch 52 % Sorben. Seitdem ist der Gebrauch des Sorbischen im Ort weiter zurückgegangen. Bis 1990 sank die Einwohnerzahl wieder auf unter 700.

## Wirtschaft und Infrastruktur
Durch Klix verlaufen die Staatsstraße 101 (Guttau–Königswartha-Crostwitz) und die Kreisstraße 7211 nach Großdubrau. Nach der Eröffnung der Bahnstrecke Löbau–Radibor im Jahre 1906 verfügte Klix über einen eigenen Bahnhof, der sich jedoch im benachbarten Sdier befand. Personenzüge verkehrten bis 1972; 1998 wurde die Strecke stillgelegt.
Nordwestlich des Ortes befindet sich der Flugplatz Klix, welcher heute vorwiegend von Segelfliegern genutzt wird.
Westlich von Klix und südlich von Sdier befinden sich die Betriebsgelände der Agrargenossenschaft Heidefarm Sdier e. G. und der Edelfleisch GmbH sowie unweit davon das Gelände der Klixer Recycling und Service GmbH.

## Persönlichkeiten
- Karl Traugott Schütze (Korla Bohuwěr Šěca; 1858–1938), Botaniker und Zoologe, Vater von Theodor Schütze, geboren in Klix